# Banu Xammar
Els Xàmmar o Banu Xàmmar (àrab: شمر, Xammar) són una confederació tribal que al segle xvi es va establir al Jabal Tayyi, que va agafar llavors el nom de Jabal Xammar. La tradició els fa iemenites qahtanites i el seu ascendent mític seria Shimmar ibn Amluk un rei iemenita; la data de la seva emigració al nord no és coneguda i la del segle xvi deriva de la seva tradició oral moderna.
Els Banu Xammar van donar suport als Banu Khalid a al-Ahsa al segle xvii. Algunes fraccions de la confederació van emigrar al final del segle xvii i començament del xviii al nord, a Síria i l'Iraq, territoris entre l'Eufrates i el Tigris, sota pressió dels Anaza i el saudites. El 1696 van atacar Bagdad. Aquestos emigrants foren anomenats Xammars septentrionals mentre els que van restar a les muntanyes del Jabal Xammar foren anomenats Xammars meridionals. Al segle xix i a l'inici del XX la població dels septentrionals era de 4.000 tendes el que suposaria un màxim de 200.000, mentre que els meridionals s'estimava que podien ser uns 20.000, habitant principalment als oasis d'Hail, Mukak, Saban, Mustajida, Ghazala i Rawda. Els Xammars meridionals estaven dividits en quatre tribus: Abda, Sinjara, Aslam i Tuman.
El 1779 els saudites es van apoderar del Jabal Xammar. El xeic dels Xammars apareix vers 1780 aliat als Banu Khalid i als Banu l-Muntafiq, i als xerifs de la Meca, contra els saudites als que va derrotar; el 1790 els saudites atacaven el sud de l'Iraq i els Banu Xammar s'aliaven altre cop als xerifs de la Meca; el 1791 els saudites van atacar per sorpresa el Jabal Xammar i van obtenir dues victòries a uns 100 km al sud-est d'Hail i quan els Xammars van contraatacar, Muslat Ibn Mutlaq fou mort i els Xammars van perdre 6000 camells i deu mil caps de bestiar. El 1792 els saudites derrotaven als Banu Khalid i assolaven el sud de l'Iraq i poc després Muhammad ibn Abd al-Mushin Al Ali (de la família Al Ali) va esdevenir emir d'Hail; la pressió wahhabita va seguir i finalment grups de Xammars es van establir al Jabal Sindjar a Mesopotàmia. Al segle xix la direcció dels Xammars meridionals estava en mans dels Abda, sota el clan Al Rashid (o Banu Rashid) i a partir del 1801 les cases dels Al Rashid i la dels Al-Saud (wahhabites) van disputar el domini del territori. El 1818 Muhammad ibn Abd al-Mushin Al Ali fou decapitat per Ibrahim Pasha i el cap enviat al seu pare Muhammad Ali Pasha d'Egipte. Al-Diriyya va quedar assetjada per 2000 cavallers, 56.000 infants i 12 cavallers i després de la conquesta de la ciutat, Ibrahim Pasha va exigir tribut a Hail on va governar Saleh ibn Abd al-Mushin Al Ali, germà de Muhammad.
Els Anaza van assolar el Jabal Xammar el 1824. El 1831 els shmmars van ajudar els otomans contra el rebel Dawud Pasha de Bagdad però el 1832 es van revoltar contra Ali Pasha i el juliol del 1833 assetjaven Bagdad. 5000 otomans manats per Muhammad Pasha van sortir d'al-Hilla i van atacar Jabal Xammar sense aconseguir l'aixecament del setge, però pocs mesos després els Xammars es van desplaçar al nord per ajudar el pasha rebel de Mossul i el setge a Bagdad es va trencar; els otomans van iniciar un contraatac; els més perjudicats foren els Anaza que van haver d'abandonar el territori i van creuar l'Eufrates; els Xammars es van aliar altre cop als otomans. Entre 1834 i 1836 els Xammars amb suport otomà van combatre els Anaza. El 1836 el xeic dels Al Rashid dels Xammars, Abd Allah ibn Rashid, amb el suport del seu germà Ubayd ibn Rashid i el seu cosí llunyà i amic Zamil I Al Sabhan, va conquerir la ciutat d'Hail; ocupada aquesta breument pels otomans (1837-1838) Abd Allah es va consolidar tot seguit; va continuar la construcció del palau Barzan a Hail que havia començat Muhammad ibn Abd al-Mushsin Al Ali el 1808. Assegurat el Jabal Xammar i els seus oasis, els Al Rashid es van estendre cap al-Kasim i el Najd meridional, mentre el Nafud era el nucli de la seva dira tribal. Els emirs dels Al Rashid residien a Hail i coexistien amb els xeics de les grans famílies de les quatre tribus; aquestes participaven en les operacions i expedicions dels emirs a canvi de participar en el botí i assistien al majlis (assemblea) d'Hail on rebien subsidis o donacions dels emirs, en gran part mitjançant matrimonis entre la família dels emirs i les dels xeics, assegurant una interdependència i la lleialtat de les tribus. L'economia estava basada en el pasturatge, i el control de les caravanes de pelegrins; el seu territori controlava també les rutes del sud cap a Mesopotàmia i els ports del golf Pèrsic i cap a les viles santes de l'Hedjaz. Durant el primer període wahhabita les rutes es van desviar encara més cap a Hail, que estava al marge del moviment; l'emir designava una escorta per les caravanes a canvi d'una taxa.
Abd Allah va morir el 1847/1848 i el va succeir el seu fill Talal ibn Abd Allah (1847/1848-1867) que va acabar el palau. En el seu temps i dels seus successors, l'emirat fou visitat per diversos europeus entre els quals: Georg August Wallin (1854), William Gifford Palgrave (1865), Lady Anne Blunt (1881), Charles Montagu Doughty (1888), i Gertrude Bell (1907).
Al final del segle xix els Banu Rashid sota Abdul Aziz ibn Mitaab Al Rashid (1897-1906) van eliminar els saudites de l'Aràbia central conquerint Ryadh i per un temps van exercir una completa hegemonia. Els otomans els van reconèixer i hi van establir relacions amistoses a través del wali de Bàssora, facilitant als emirs armes i subsidis; els Al Rashid llegien a la khutba el nom del sultà otomà. Amb l'enfonsament de l'Imperi Otomà el 1918, la dinastia no va tardar a enfonsar-se; els saudites havien retornat del seu exili el 1902 i van recuperar Ryadh assegurant-se després, en iniciar-se la I Guerra Mundial, el suport britànic; el 1921 els saudites van conquerir Hail; els principals membres de la dinastia rashidita van quedar com a ostatges a Ryadh, i altres van marxar a l'exili; els seus béns foren confiscats; Ibn Saud va forçar diversos enllaços matrimonials assegurant una relació de fidelitat d'aquestos notables. Les tribus però van refusar sotmetre's i van emigrar cap a l'Iraq on els britànics els van controlar impedint atacs a territori saudita; una part dels Banu Xammar va acceptar la dominació saudita i fins i tot una part es van fer wahhabites. Els seus drets de pastura i d'aigua a Nafud foren eliminats i, no cal dir-ho, la seva autonomia; el 1925 els territoris tribals van passar a l'estat saudita i fins al 1968 no es van redistribuir algunes terres i es van autoritzar els llinatges dels xeics de cada tribu; degut a l'oposició tradicional a la monarquia, els Xammar van ser forçats a esdevenir sedentaris, sent confinats a zones específiques on podien ser controlats; els Banu Xammar van quedar exclosos de la Guàrdia Nacional, formada per guerrers tribals i encarregada de protegir la família reial.